# Шулава, Ненад
Ненад Шулава (хорв. Nenad Šulava; 25 декабря 1962, Осиек — 5 сентября 2019, Ницца) — хорватский шахматист, гроссмейстер (2000).
В составе сборной Хорватии участник 2-х Олимпиад (2000—2002) и 14-го командного чемпионата Европы (2003) в Пловдиве.

## Изменения рейтинга
| Графики недоступны из-за технических проблем. См. информацию на Фабрикаторе и на mediawiki.org. |